# Lalmohania velutina
Lalmohania velutina es una especie de peces de la familia Monacanthidae en el orden de los Tetraodontiformes.

## Morfología
Pueden llegar alcanzar los 7,2 cm de longitud total.

## Hábitat
Es un pez de mar y de clima tropical y demersal que vive hasta los 5 m de profundidad.

## Distribución geográfica
Se encuentra en el Golfo de Mann (la India ).

## Observaciones
Es inofensivo para los humanos.